# Stade Brestois 29
Stade Brestois 29, thường được gọi là Stade Brestois (tiếng Breton: Stad Brest, phát âm tiếng Pháp: [stɑd bʁɛstwɑː] , địa phương [stɒd brestwɒ]) hoặc đơn giản là Brest, là một câu lạc bộ bóng đá chuyên nghiệp của Pháp có trụ sở tại Brest. Câu lạc bộ được thành lập vào năm 1950 sau khi sáp nhập năm công ty bảo trợ địa phương, bao gồm Armoricaine de Brest, được thành lập vào năm 1903. Câu lạc bộ chơi các trận đấu trên sân nhà tại sân vận động Francis-Le Blé, có sức chứa 15.931.
Trong những năm đầu thành lập, câu lạc bộ đã nhanh chóng thăng tiến trong hệ thống phân cấp của bóng đá khu vực, đến mức được thăng hạng Giải vô địch nghiệp dư Pháp, cấp độ thứ ba của bóng đá Pháp, vào năm 1958. Câu lạc bộ gia nhập Giải hạng hai vào năm 1970, sau đó cuối cùng lên đến Giải hạng nhất vào năm 1979. Đội đã trải qua thời kỳ đỉnh cao thể thao từ năm 1981 đến năm 1991 dưới sự chủ trì của François Yvinec, chơi chín mùa giải ở giới thượng lưu trong mười năm. Năm 1991, câu lạc bộ bị giáng cấp trước khi nộp đơn xin phá sản vài tháng sau đó. Câu lạc bộ chỉ trở lại giải hạng hai vào năm 2004 và Ligue 1 vào năm 2010. Vào cuối mùa giải 2012–2013, câu lạc bộ có lần lượt 13 và 17 mùa giải ở giải hạng Nhất và hạng Nhì Pháp.
Câu lạc bộ Brest được chủ trì từ ngày 10 tháng 5 năm 2016 bởi doanh nhân Denis Le Saint.
Sau mùa giải Ligue 2 2018–19, câu lạc bộ đã chơi ở Ligue 1, giải đấu hàng đầu của bóng đá Pháp.

## Tham gia giải đấu (từ năm 1950)
Ligue 1: 1979-80, 1981-88, 1989-91, 2010-13
Ligue 2: 1970-1979, 1980-1981, 1988-1989, 2004-10, 2013- hiện tại
National (Before 1970 CFA, Division 3 between 1970–93): 1958–63, 1966–70, 1991–97, 2000–04
CFA (Before 1970 Division Honour): 1953–58, 1963–66, 1997–00
CFA2 (Before 1970 Division Honour Regional): 1952–53
Division Honour (Before 1970 Promotion Honour): 1951–52
Promotion Ligue (Before 1970 District): 1950–51

## Cầu thủ

### Squad
Tính đến ngày 30/8/2024.
Ghi chú: Quốc kỳ chỉ đội tuyển quốc gia được xác định rõ trong điều lệ tư cách FIFA. Các cầu thủ có thể giữ hơn một quốc tịch ngoài FIFA.
| Số | VT | Quốc gia    | Cầu thủ                                        |
| -- | -- | ----------- | ---------------------------------------------- |
| 2  | HV | Pháp        | Bradley Locko                                  |
| 3  | HV | Sénégal     | Abdoulaye Ndiaye (mượn từ Troyes)              |
| 5  | HV | Pháp        | Brendan Chardonnet (đội trưởng)                |
| 6  | HV | Thụy Sĩ     | Edimilson Fernandes (mượn từ Mainz 05)         |
| 8  | TV | Pháp        | Hugo Magnetti                                  |
| 9  | TV | Mali        | Kamory Doumbia                                 |
| 10 | TV | Pháp        | Romain Del Castillo                            |
| 11 | TĐ | Pháp        | Axel Camblan                                   |
| 12 | HV | Bờ Biển Ngà | Luck Zogbé                                     |
| 17 | TĐ | Sénégal     | Abdallah Sima (mượn từ Brighton & Hove Albion) |
| 19 | TĐ | Pháp        | Ludovic Ajorque (mượn từ Mainz 05)             |
| 20 | TV | Pháp        | Pierre Lees-Melou (đội phó)                    |
| 21 | TV | Pháp        | Romain Faivre (mượn từ Bournemouth)            |
| 22 | HV | Mali        | Massadio Haïdara                               |

| Số | VT | Quốc gia         | Cầu thủ                                        |
| -- | -- | ---------------- | ---------------------------------------------- |
| 23 | HV | Pháp             | Jordan Amavi                                   |
| 25 | HV | Pháp             | Julien Le Cardinal                             |
| 26 | TV | Bồ Đào Nha       | Mathias Pereira Lage                           |
| 27 | HV | Pháp             | Kenny Lala                                     |
| 28 | TV | Pháp             | Jonas Martin                                   |
| 30 | TM | Pháp             | Grégoire Coudert                               |
| 34 | TĐ | Maroc            | Ibrahim Salah (mượn từ Rennes)                 |
| 40 | TM | Hà Lan           | Marco Bizot                                    |
| 44 | HV | Pháp             | Soumaïla Coulibaly (mượn từ Borussia Dortmund) |
| 45 | TV | Pháp             | Mahdi Camara                                   |
| 50 | TM | Cộng hòa Ireland | Noah Jauny                                     |
| —  | TĐ | Guiné-Bissau     | Mama Balde                                     |

### Cho mượn
Ghi chú: Quốc kỳ chỉ đội tuyển quốc gia được xác định rõ trong điều lệ tư cách FIFA. Các cầu thủ có thể giữ hơn một quốc tịch ngoài FIFA.
| Số | VT | Quốc gia | Cầu thủ                                                  |
| -- | -- | -------- | -------------------------------------------------------- |
| —  | HV | Pháp     | Lilian Brassier (tại Marseille đến 30/6/2025)            |
| —  | TV | Anh      | Karamoko Dembélé (tại Queens Park Rangers đến 30/6/2025) |

| Số | VT | Quốc gia | Cầu thủ                                     |
| -- | -- | -------- | ------------------------------------------- |
| —  | TV | Pháp     | Hianga'a Mbock (tại Red Star đến 30/6/2025) |

## Nhà tài trợ
- Quéguiner
- Sòng bạc Groupe
- Guyot
- Breizh Cola
- Sill

## Danh hiệu
- Ligue 2
  - Vô địch: 1980-81
- Coupe de Pháp
  - Vòng tứ kết: (2) 1982-83, 2014-15
- Coupe Gambardella 
  - Chiến thắng: 1990
- Sư đoàn d'Honneur (Bretagne)
  - Vô địch: (4) 1966, 1972, 1977, 2005
- Chén Brittany
  - Chiến thắng: 1969
- Championnat de France des bảo trợ (giải bóng đá công giáo)
  - Chiến thắng: 1923

## Quan hệ đối tác
Kể từ tháng 9 năm 2011, Stade Brestois 29 tài trợ cho đối tác nghiệp dư Mỹ tại New York, Stade Brestois New York.  ·  · 